# Mjøsund
Der Mjøsund ist eine etwa 8 km lange und sich von anfangs rund 5 km auf nur noch 750 m verengende Meerenge im norwegischen Fylke (Provinz) Troms. Er trennt die Insel Andørja auf ihrer Ostseite vom norwegischen Festland und liegt verwaltungstechnisch in den drei Kommunen Dyrøy, Salangen und Ibestad.

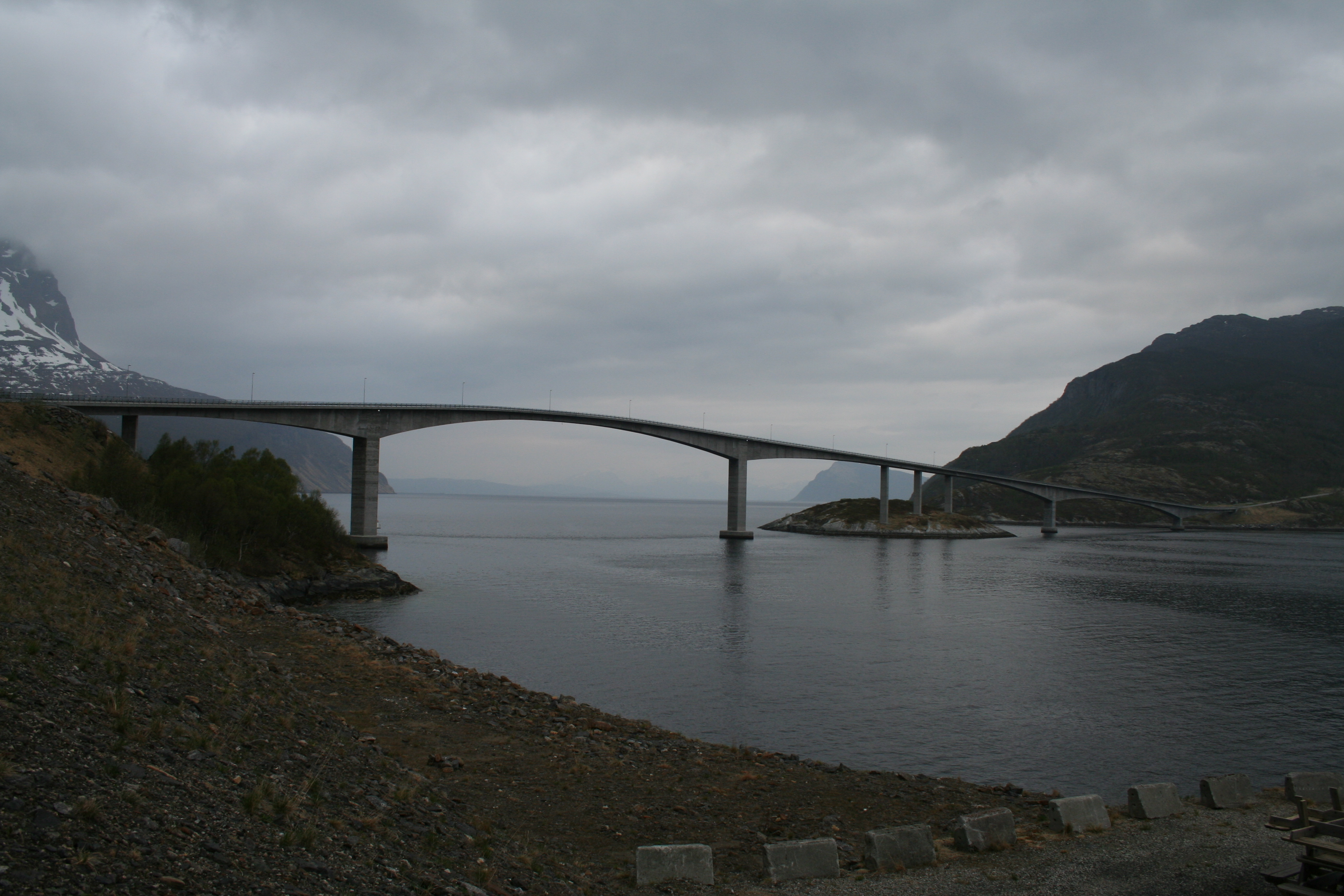
Die Mjøsundbrücke

Der Sund verbindet den Vågsfjord im Norden mit dem Astafjord, der nach Südwesten an den beiden Inseln Andørja und Rolla vorbei zum südlichen Ende des Vågsfjords verläuft, und dem Salangen, der mit seinen Ausläufern Løksefjord und Sagfjord weit ins Gemeindegebiet von Salangen hineinreicht, im Süden. Am Nordende des Mjøsunds zweigen der breite, aber nur kurze Faksfjord nach Osten und der Dyrøysund nach Nordosten ab.
Der Mjøsund verengt sich trichterförmig von Norden nach Süden und ist im Süden zwischen Mjøsundnes auf dem Festland und dem Danielberg auf Androya nur noch 750 m breit. Dort liegt die kleine Insel Mjøsundholm in der Mitte des Sunds, und dort überquert die 1994 eingeweihte, 840 m lange Mjøsundbrua (Mjøsundbrücke) mit der Provinzstraße Fv848 den Sund.